# Trendyol
Trendyol este o platformă de comerț electronic din Turcia, cu sediul în Istanbul. Trendyol operează în structura grupului Trendyol. Compania a fost fondată în 2010 de Demet Mutlu. În 2018, compania chineză Alibaba Group a devenit cel mai mare acționar al companiei, deținând 86,5% din acțiuni. Trendyol este o companie privată, care operează în categoriile modei și retail în zona comerțului electronic.
În august 2021, Trendyol a încheiat acorduri pentru a strânge 1,5 miliarde de dolari de la un număr de investitori, evaluând compania la 16,5 miliarde de dolari. Cu noua finanțare, Trendyol a devenit primul decacorn din Turcia (un start-up cu o evaluare de peste 10 miliarde de dolari). Runda a fost condusă împreună de General Atlantic, SoftBank Vision Fund 2, Princeville Capital și fondurile suverane, ADQ (UAE) și Qatar Investment Authority.
În decembrie 2022, Trendyol a lansat o ofertă de preluare nereușită de 1,24 miliarde USD a platformei britanice de comerț electronic de modă, ASOS. La 12 iulie 2023, Trendyol a preluat sponsorizarea ligilor de fotbal Süper Lig și TFF First League de la Spor Toto, plătind 700.000.000 ₺.

## Istorie
Trendyol a fost co-fondat de Demet Mutlu, Evren Üçok și Begüm Tekin în 2010. Üçok este președintele platformei, Erdem Inan este CEO și Çağlayan Çetin este președintele.
Compania chineză Alibaba Group a devenit partener Trendyolului în 2018 pentru 728 de milioane de dolari. Alibaba Group a investit încă 350 de milioane de dolari în majorările de capital ale Trendyol în 2018 și 2020, crescându-și cota de parteneriat la 86,5%.
Trendyol a intrat pe piața din România în 2024.

## Firme din grup

### Trendyol Tech
Platforma a fost aprobată ca centru de cercetare și dezvoltare în 2019 de către Ministerul Industriei și Tehnologiei. Trendyol Tech este specializată în următoarele: procesarea limbii materne; analiza datelor in timp real; învățarea automată; învățarea profundă; procesarea imaginilor; vizualizarea datelor; simulare text și date mari.

### Dolap
Dolap a fost fondat în 2016 ca o platformă de tranzacționare cu produse second-hand și achiziționată de Trendyol în 2018. 1,4 milioane de vânzători individuali sunt activi în prezent pe Dolap.

### Trendyol Express
Fondat ca o rețea de livrare în 2018.

## Investitori
Fondată cu un capital inițial de 300.000 USD, Trendyol a primit investiții de la Tiger Global și Kleiner Perkins în 2010–11 și BERD în 2014. Alibaba Group a devenit acționar al Trendyol în 2018. În urma investiției făcute de Alibaba, Tiger Global, Kleiner Perkins Caufield Byers și BERD au fost retrase. Alibaba a devenit acționar al companiei prin achiziționarea acțiunilor a 3 acționari internaționali la Trendyol. În august 2021, Trendyol a încheiat acorduri pentru a strânge 1,5 miliarde de dolari de la un număr de investitori de profil, evaluând compania la 16,5 miliarde de dolari. Runda a fost condusă împreună de General Atlantic, SoftBank Vision Fund 2, precum și Princeville Capital și fondurile suverane, ADQ (UAE) și Qatar Investment Authority, a spus compania într-un comunicat. Astfel, în timp ce evaluarea lui Trendyol a crescut la 16,5 miliarde de dolari, compania a fost trecută la categoria „decacorn”, care este folosită pentru companiile cu o evaluare care depășește 10 miliarde de dolari.

## Acuzații și sancțiuni

### Manipularea algoritmului
În 2021, Autoritatea de Concurență a deschis o anchetă împotriva lui Trendyol pentru evidențierea anumitor vânzători și produse prin manipularea algoritmilor acestora. În investigația încheiată în 2023, folosind probe obținute din august 2017 până în septembrie 2021, compania a fost amendată cu 61 de milioane de lire turcești pentru manipularea algoritmilor sistemici și utilizarea neloială a datelor de pe piață.

### Acuzații de luare de mită
După ce Legea comerțului electronic a fost publicată în Monitorul Oficial al Republicii Turcia în 2022, Trendyol a fost acuzat că a plătit bani neînregistrați către Ziarul Cumhuriyet în schimbul unei prese negative împotriva legii. Această acuzație nu a fost acceptată de ziar. Fundația Ziarului Cumhuriyet a depus o plângere penală împotriva oficialilor perioadei, susținând că aceștia „au primit bani neînregistrați” în schimbul unor știri manipulatoare împotriva legii comerțului electronic care a intrat în vigoare în ianuarie 2023.